# Saccoloma sandwicense
Saccoloma sandwicense là một loài dương xỉ trong họ Saccolomataceae. Loài này được Brongn. mô tả khoa học đầu tiên năm 1846.
Danh pháp khoa học của loài này chưa được làm sáng tỏ. 